# 衍秀
衍秀（1822年—1870年），字东之，号实夫，筱堂，费莫氏，满洲正白旗人，道光庚子举人，咸丰壬子进士。
咸丰年间选翰林院庶吉士、编修、侍读，日讲起居注官，顺天乡试同考官，会试同考官；同治年间任内阁学士兼礼部侍郎、阅卷大臣、仓场侍郎等职。

## 家庭
- 曾祖富明安，翰林院笔帖式；
- 祖富新，御史；
- 父亲訥爾經額是嘉庆八年翻译进士，官至直隶总督、文渊阁大学士；
- 妻子瓜尔佳氏是文华殿大学士桂良之女；
- 兄长蘊秀是道光辛卯举人。[3]